# Агнешко
„Агнешко“ (на английски: Cougar Town) е американски ситком, който се излъчва по ABC от 23 септември 2009 насам. Създаден е от Бил Лоурънс и Кевин Бийгъл. В главната роля е Кортни Кокс, която играе развелата се Джулс Коб, която след развода си решава да изживее всичко това, което е изпуснала след като се е омъжила прекалено рано. Пилотният епизод е излъчен на 23 септември 2009 в едночасов блок с друг премиерен сериал „Модерно семейство“. Изпълнителни продуценти са Кортни Кокс, Дейвид Аркет и Бил Лорънс. На 10 януари 2011 Агнешко е подновен за трети сезон. Сериалът се снима в Кълвър Сити, Калифорния, но действието се развива в измисленото градче Гълф Хейвън в окръг Сарасота, Флорида. На 10 май 2014 г. TBS подновява сериала шести и последен сезон, който започва през 2015 г.

## Сюжет
Джулс Коб, развела се майка на тийнейджър и агент на недвижими имоти, решава активно да навлезе в света на срещите и да изживее всичко това, което е изпуснала след като се е омъжила прекалено рано за съпруга си Боби (Брайън Ван Холт). Неин основен помощник е значително по-младата ѝ колежка Лори (Бизи Филипс), която предпочита неангажиращите връзки пред сериозното обвързване. Най-добрата приятелка на Джулс и нейна съседка е Ели (Криста Милър), която се има за ментор на Джулс и основен противник на новия ѝ начин на живот. Травис, който все още живее с майка си, одобрява действията на разведените си родители стига да не го излагат. В първи сезон Джулс започва връзка с двадесет и няколко-годишния Джош (Ник Зано), но отношенията им приключват след като тя осъзнава, че не може да отговори на неговата любов. Следващата ѝ връзка е с Джеф (Скот Фоули), клиент на Джулс, който я побърква с нерешителността да сключи сделка за закупуване на къща. Джулс скъсва с него, защото усеща, че нещата стават прекалено сериозни за нея, а тя не се чувства готова за такава връзка. Междувременно Боби осъзнава, че все още е вклюбен в Джулс и изпитва ревност, когато я вижда с други мъже. Джулс и Боби изясняват чувствата си и решават да останат само приятели в името на сина си Травис. Към края на първи сезон между Джулс и съседа ѝ Грейсън Елис, развел се женкар и собственик на местния бар, пламват чувства и двамата стартират интимна връзка. Във втория сезон Джулс осъзнава, че е влюбена в Грейсън и е готова за сериозно обвързване, но Грейсън все още е емоционално обременен от раздялата със съпругата си. Двамата решават да движат нещата постепенно, докато Грейсън не е готов да бъде открит спрямо Джулс. Травис заминава да учи в колеж, който по ирония на съдбата се намира само на двадесет минути път с кола от дома на майка му. Лори се впуска в романтична връзка със заможния млад адвокат Смит Франк, но след като връзката им се разпада остават само приятели.

## Актьорски състав

### Главни персонажи
- Кортни Кокс – Джулс Коб
- Криста Милър – Ели Торес
- Бизи Филипс – Лори Келър
- Брайън Ван Холт – Боби Коб
- Дан Бърд – Травис Коб
- Иън Гомес – Анди Торес
- Джош Хопкинс – Грейсън Елис

### Второстепенни персонажи
- Каролин Хенеси – Барб Коуман
- Спенсър Лок – Кайли
- Райън Девлин – Смит Франк
- Боб Кленденин – Том
- Колет Улф – Кирстен

## „Агнешко“ в България
В България сериалът започва излъчване на 28 декември 2009 г. по Fox Life, всеки понеделник от 21:00. След излъчването на първите дванайсет епизода сериалът е временно спрян, а новите му епизоди започват по-късно същата година. На 18 май 2011 г. започва втори сезон, всяка сряда от 21:00. На 25 май 2012 г. започва трети сезон, всеки петък от 21:10 по два епизода. На 26 февруари 2013 г. започва четвърти сезон, всеки вторник от 21:55 и приключва на 14 май, а между 5 и 19 март са излъчени двойни епизоди. На 27 май 2014 г. започва пети сезон, всеки вторник от 20:55 като от 3 юни започват да се излъчват по два епизода. Сезонът приключва на 8 юли. Шести сезон започва на 24 март 2015 г. с разписание всеки вторник от 22:00 по два епизода, а от 28 април по един епизод и завършва на 12 май.
На 9 юли 2011 г. започва първи сезон по TV7, всяка събота и неделя от 19:30.
Дублажът е на студио Доли. Ролите се озвучават от артистите Христина Ибришимова от първи до пети сезон, Татяна Захова в шести, Гергана Стоянова без пети сезон, Таня Димитрова в пети, Лина Златева, Тодор Николов в първи сезон, Станислав Димитров от втори до пети, Росен Плосков в шести и Симеон Владов. Златева отсъства от осми до петнайсети епизод от трети сезон и ролите ѝ са поети от Стоянова. Отсъства и в първите четири епизода от четвърти сезон като пак е заместена от Стоянова, а Стоянова я няма от пети до девети епизод и от тринайсети до петнайсети, и е съответно заместена от Златева.